# Distretto di Panama
Il distretto di Panama è un distretto di Panama, nella provincia di Panama, nello stato di Panama con 880.691 abitanti al censimento 2010.

## Geografia antropica

### Suddivisioni amministrative
Il distretto è suddiviso in 23 comuni (corregimientos): i primi 13 costituiscono la città di Panama.
- San Felipe
- El Chorrillo
- Santa Ana
- Calidonia o La Exposición
- Curundú
- Betania
- Bella Vista
- Pueblo Nuevo
- San Francisco
- Parque Lefevre
- Río Abajo
- Juan Díaz
- Pedregal
- Ancón
- Chilibre
- Las Cumbres
- Pacora (Panama)
- San Martín
- Tocumen
- Las Mañanitas
- 24 de Diciembre
- Alcalde Díaz
- Ernesto Córdoba Campos

### Quartieri principali
Ci sono alcuni quartieri di Panama City dove tendono a vivere gli espatriati: El Cangrejo, Punta Pacifica, Obarrio, Marbella, Avenida Balboa, San Francisco e Casco Viejo.
Casco Viejo è il quartiere più turistico, pieno di ristoranti, boutique hotel e discoteche. È bello vivere lì per la vita notturna, ma è anche molto costoso e la maggior parte dei posti sono punti turistici.
Casco Viejo, o il “vecchio quartiere”, è il quartiere storico di Panama City. Considerato patrimonio culturale mondiale dell'UNESCO, il quartiere risale al 1673 e presenta piazze affollate e pittoresche strade lastricate in mattoni fiancheggiate da edifici colorati. La zona è ideale per passeggiare, conoscere la storia e gustare una varietà di buon cibo. Vieni a goderti le migliori opportunità culinarie, culturali e fotografiche della città e soggiorna per socializzare e incontrare gente del posto nel cuore della vita notturna.
Il centro storico di Panama City,ospita alcuni dei principali musei della città, tra cui il Museo del Canale e il Museo de la Mola, che espone arte tessile tradizionale realizzata dal gruppo indigeno Guna. Tra le attrazioni storiche più rilevanti vi è l'Arco Chato, un arco in pietra che rappresenta i resti di una chiesa costruita dai frati domenicani nel XVII secolo. Il Teatro Nazionale di Panama, situato anch'esso nel Casco Antiguo, è famoso per gli affreschi sul soffitto dipinti dall'artista panamense Roberto Lewis. L'area è inoltre rinomata per la presenza di numerose bancarelle di artigianato locale e boutique, che offrono ai visitatori l'opportunità di acquistare prodotti artigianali e opere d'arte uniche.